# Rathaus Stuttgart

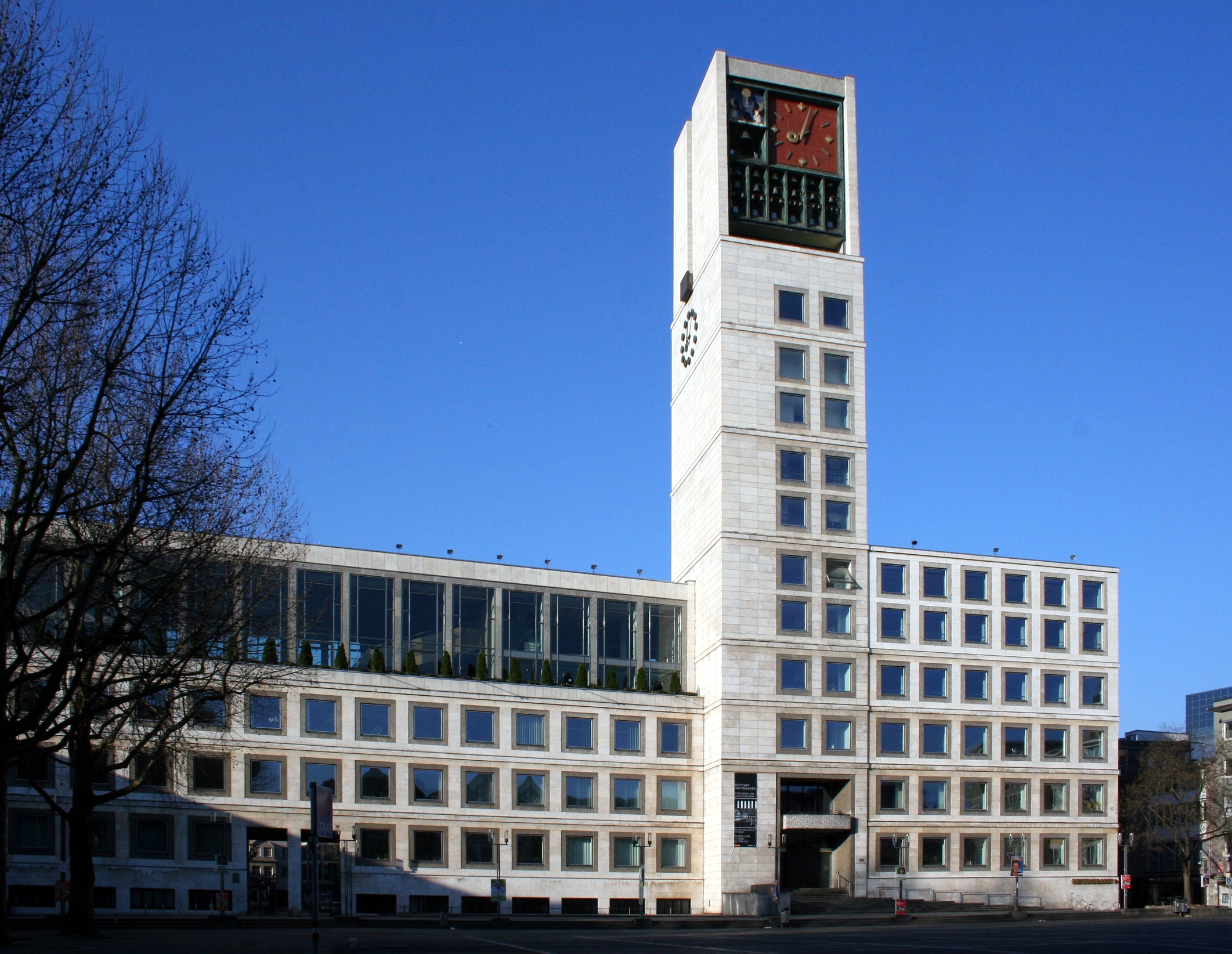
Stuttgarter Rathaus am Marktplatz (2011)

Das Stuttgarter Rathaus am Marktplatz 1 ist Sitz der Stuttgarter Stadtverwaltung. Nach dem Alten Rathaus von 1456 und dem Neuen Rathaus von 1905 ist das heutige Rathaus von 1956 das dritte Gebäude an dieser Stelle. Der Turm mit Uhrwerk und Glockenspiel ist 61 Meter hoch.

## Geographie

### Lage und Umgebung
Unmittelbar vor dem Rathaus liegt der Stuttgarter Marktplatz, in kurzer Entfernung die Stiftskirche und das Alte Schloss. Der Bereich der (ehemaligen) Altstadt liegt eher zur Rückseite des Gebäudekomplexes, welcher im Wesentlichen einer Vierflügelanlage entspricht. Die Schulstraße verbindet den Marktplatz mit der Königstraße. 1953 wurde sie Deutschlands erste Fußgängerzone. Im Untergeschoss des Rathauses befindet sich die Gaststätte Ratskeller.

### Verkehrsanbindung
Das Stuttgarter Rathaus ist über die gleichnamige Haltestelle Rathaus an das ÖPNV-Netz des VVS angebunden. Sie wird von verschiedenen Stadtbahn- und Stadtbuslinien angefahren.

## Geschichte

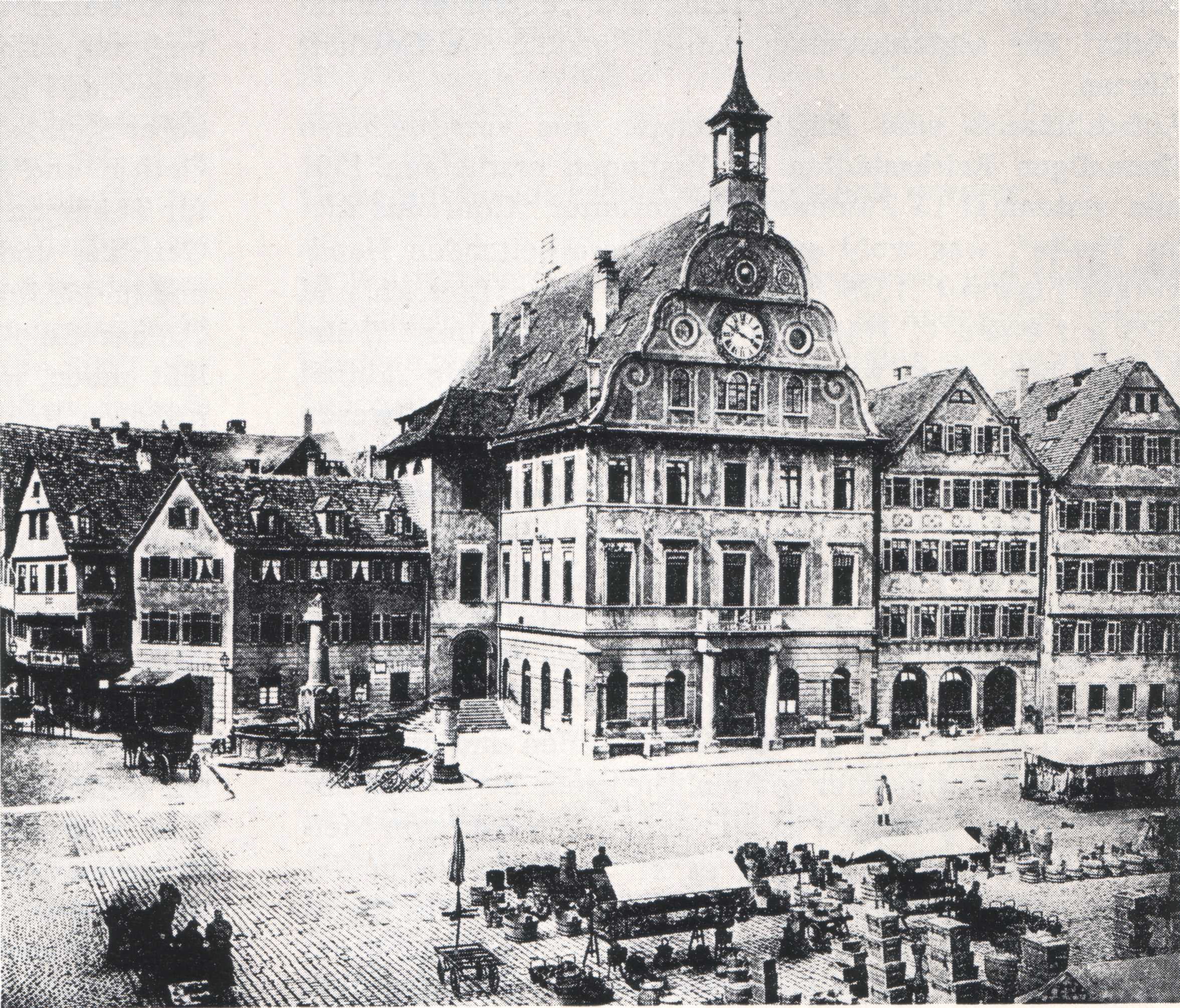
Altes Rathaus (1456–1899)

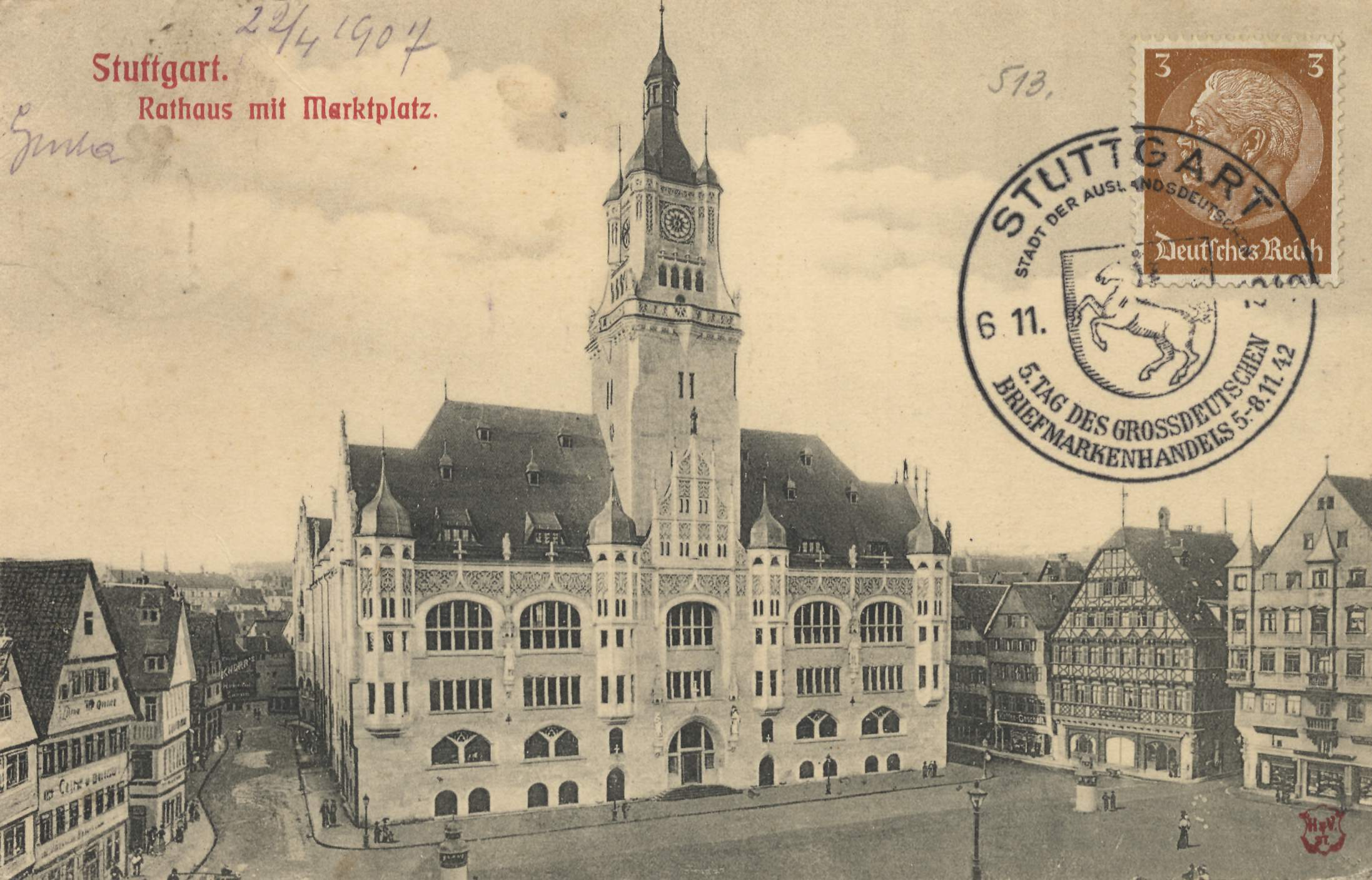
Neues Rathaus (1905–1953)

Anstelle des heutigen Rathauses standen von 1456 bis 1899 das Alte Rathaus im Stil der deutschen Renaissance und von 1905 bis 1953 das Neue Rathaus in Formen der deutschen Renaissance und flämischen Gotik. Dieser historistische Vorgängerbau wurde 1899–1905 von den Architekten Heinrich Jassoy und Johannes Vollmer errichtet. Er brannte 1944 bei den Luftangriffen auf Stuttgart im Zweiten Weltkrieg bis auf die Mauern aus. Obwohl ein Wiederaufbau möglich gewesen wäre, entschied man sich – wegen der damaligen Geringschätzung historistischer Architektur – für einen Neubau. Nach einem Wettbewerb im Jahr 1950 entstand 1953 bis 1956 das heutige Rathaus als Synthese der Pläne von Hans Paul Schmohl und Paul Stohrer. Im Neubau wurden Teile der beiden Seitenflügel und im Inneren des neuen Rathausturms – quasi als Innenschale – der allerdings in der Höhe reduzierte Vorgängerturm erhalten. Der Marktplatzflügel wurde als bewusstes Bekenntnis zum Internationalen Stil konzipiert. 1968 wurde die Skulptur der Stuttgardia von 1905 wieder an der Ecke Hirschstraße/Marktplatz angebracht.
2002 bis 2004 wurde das Rathaus nach Plänen von Belz, Kucher und Partner unter der Leitung von Walter Belz für 26 Millionen Euro renoviert und auf den neuesten technischen Stand gebracht, dabei u. a. die Kalkplattenverkleidung der Fassade ausgewechselt.
Das heutige Rathaus verfügt über 220 Büros und 3 Sitzungssäle, davon der größte mit 520 Sitzplätzen. Es sind rund 270 Angestellte beschäftigt.

## Besonderheiten

### Glockenspiel
Am Haus befindet sich ein Turm mit einem Glockenspiel, das täglich um 11:05 Uhr, 12:05 Uhr, 14:35 Uhr, 18.35 Uhr und 21.35 Uhr auf 30 frei hängenden Glocken aus einer Auswahl von 71 Volksliedern spielt.

### Paternosteraufzug
Im Foyer, im Altbau und im Marktplatzflügel befinden sich je ein Paternosteraufzug. Die Umlaufaufzüge, welche die vier Stockwerke des Rathauses befahren, sind eine Besonderheit unter den noch 231 verbliebenen Paternostern in Deutschland, da sie im Gegensatz zu den meisten anderen Paternostern nicht stillgelegt wurden und öffentlich zugänglich sind. Zuletzt wurden die Paternoster im Sommer 2015 acht Wochen lang saniert und am 28. Juli 2015 mit einer öffentlichen Feier wieder eingeweiht. Von Oktober 2019 bis Januar 2020 waren sie nach einem Unfall für die Klärung von Haftungsfragen stillgelegt. Seit der Wiederinbetriebnahme gibt es verbesserte Sicherheitshinweise, bei Großveranstaltungen sollen Sicherheitskräfte die Nutzung des Paternosters kontrollieren.

## Bilder

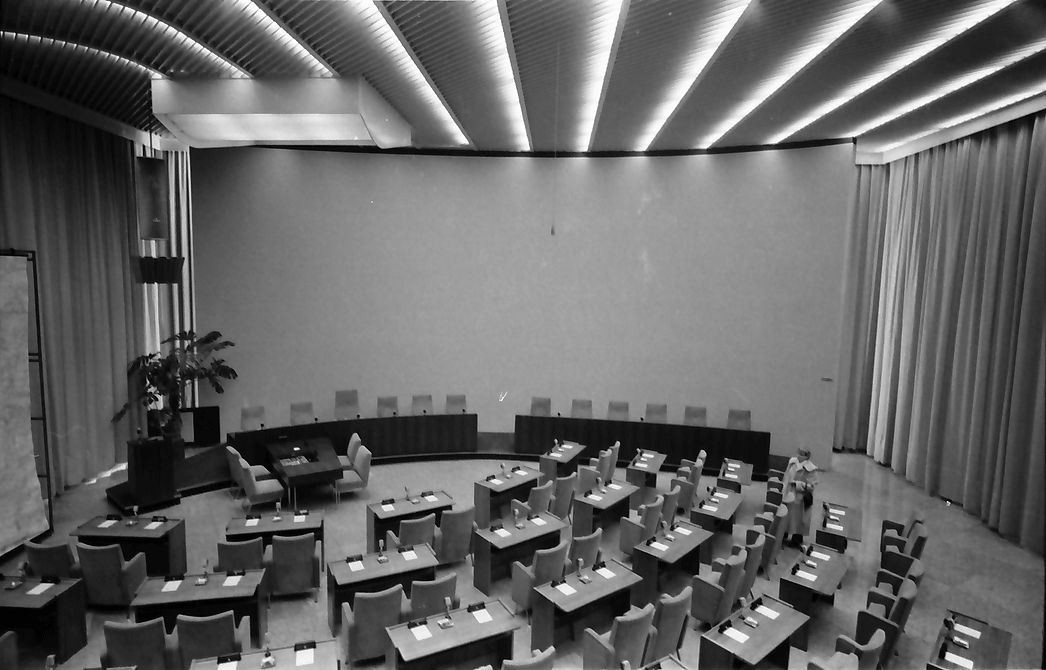
Neu gebauter Ratsaal, 1957
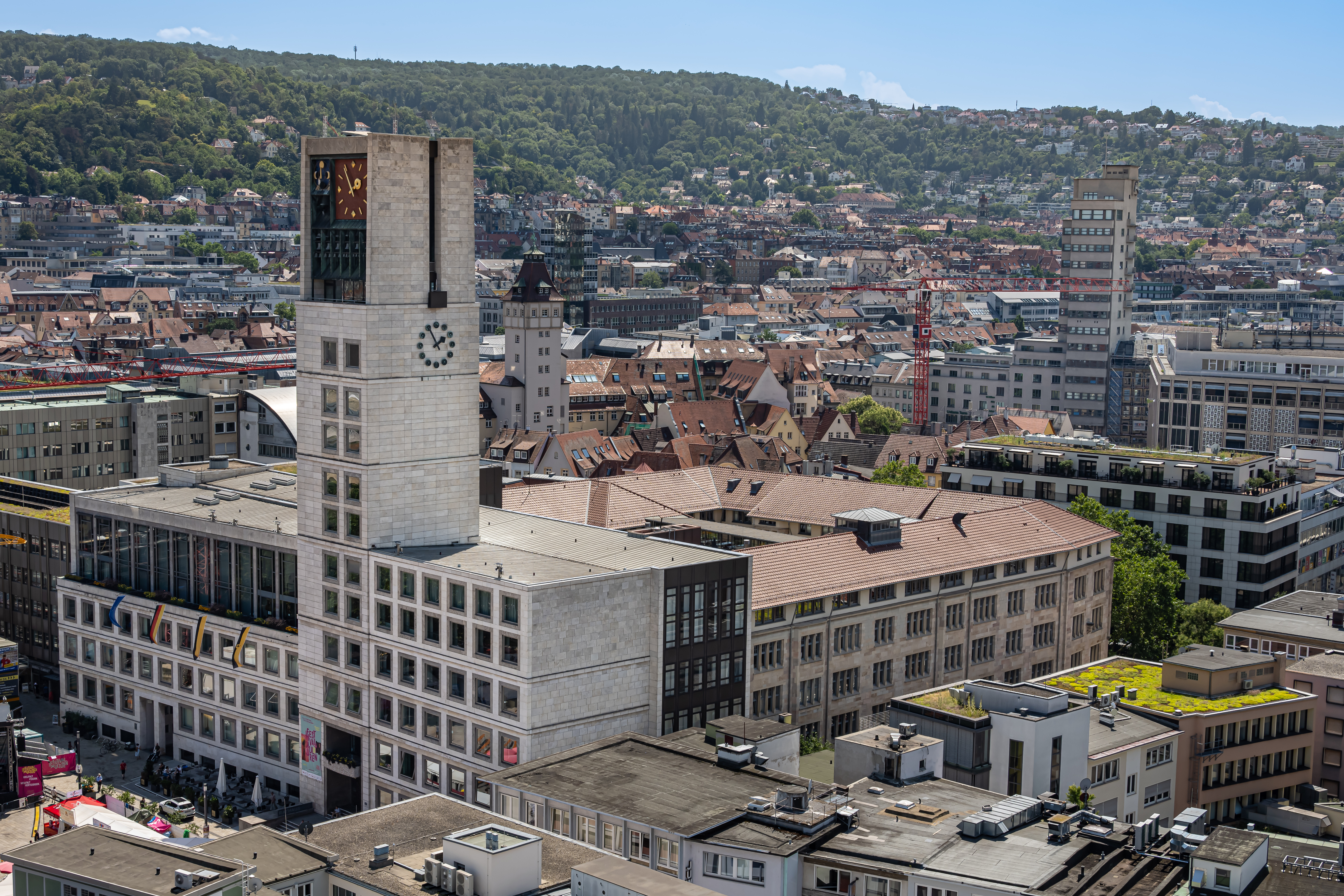
Gesamtansicht vom Westturm der Stiftskirche aus
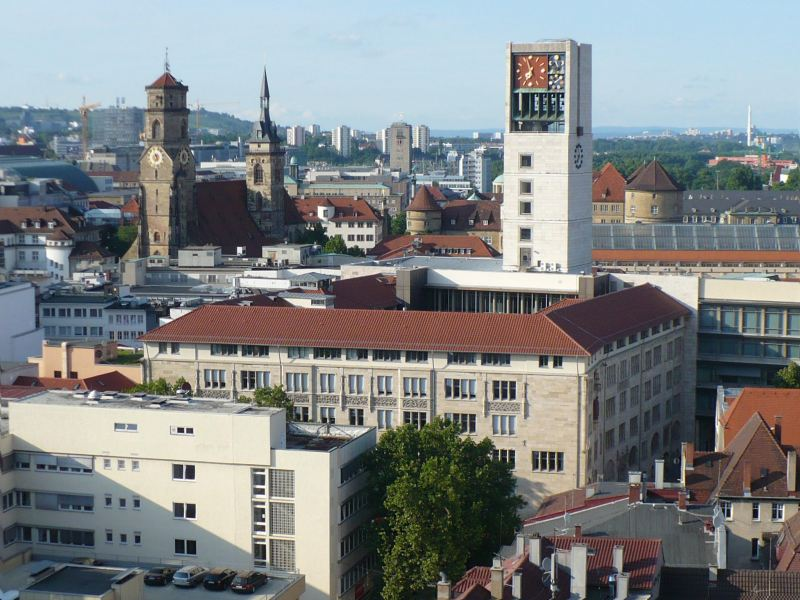
Blick vom Tagblatt-Turm auf die Rückseite des Rathauses
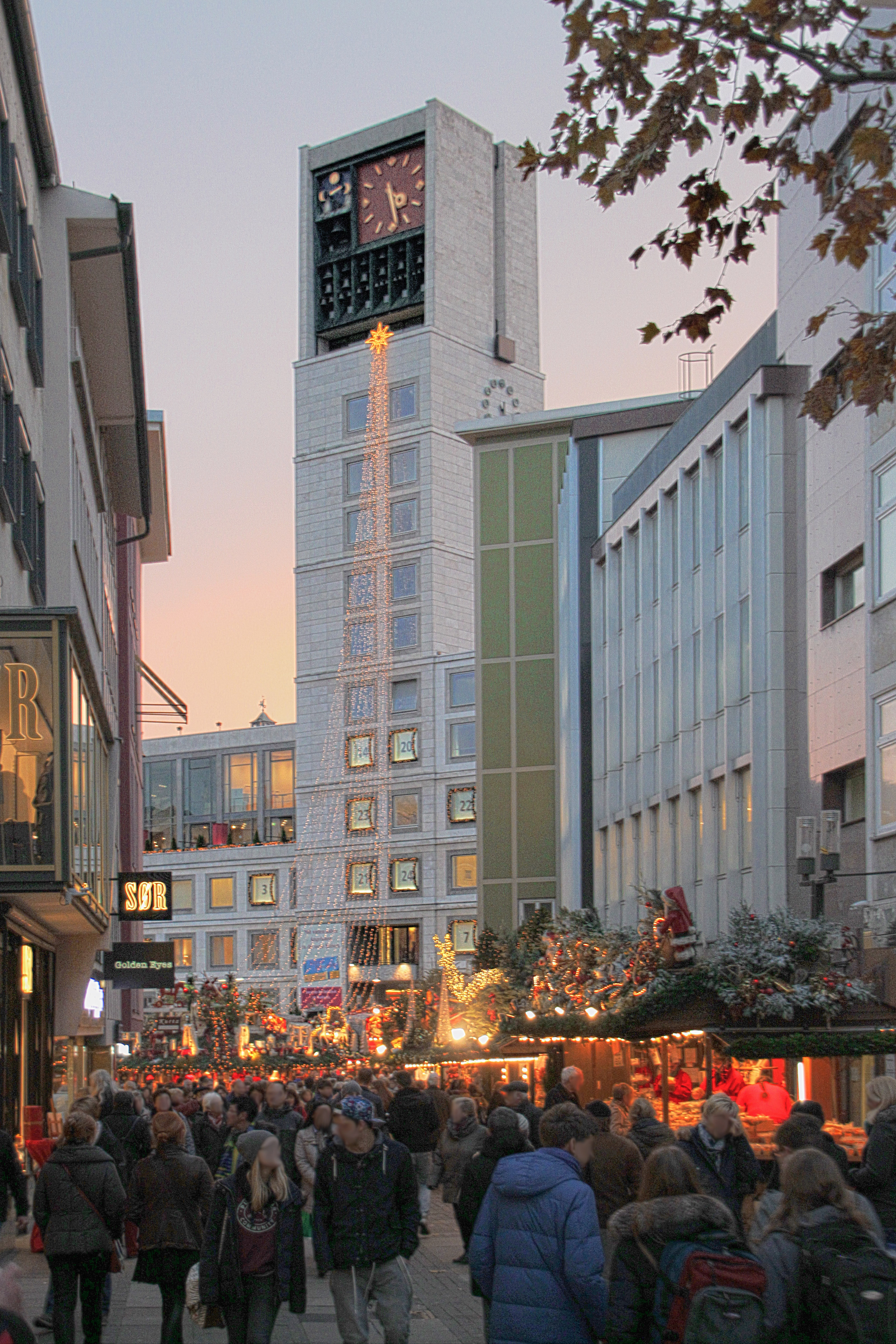
Der Stuttgarter Weihnachtsmarkt vor dem Rathaus
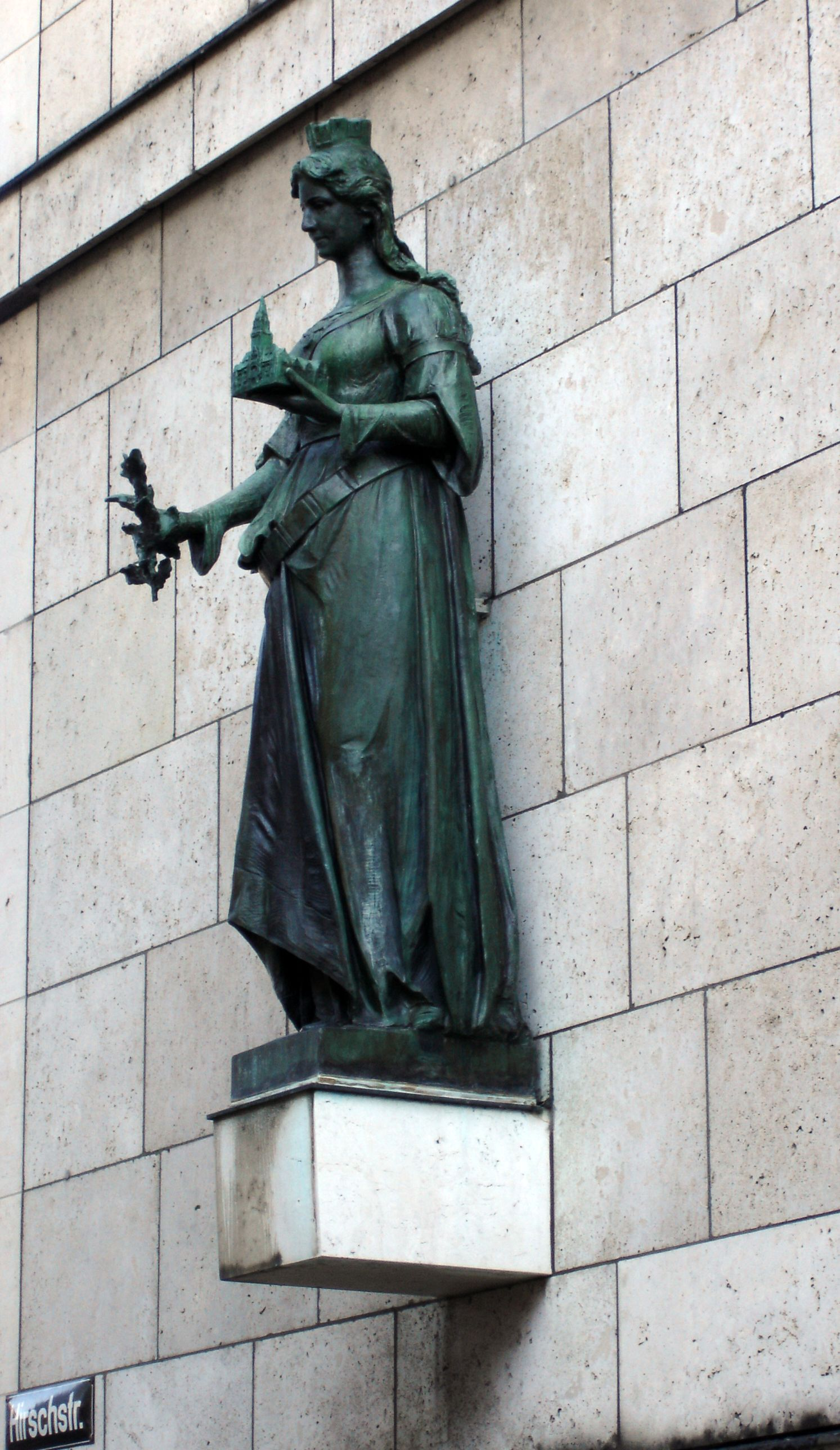
Die Skulptur der Stuttgardia
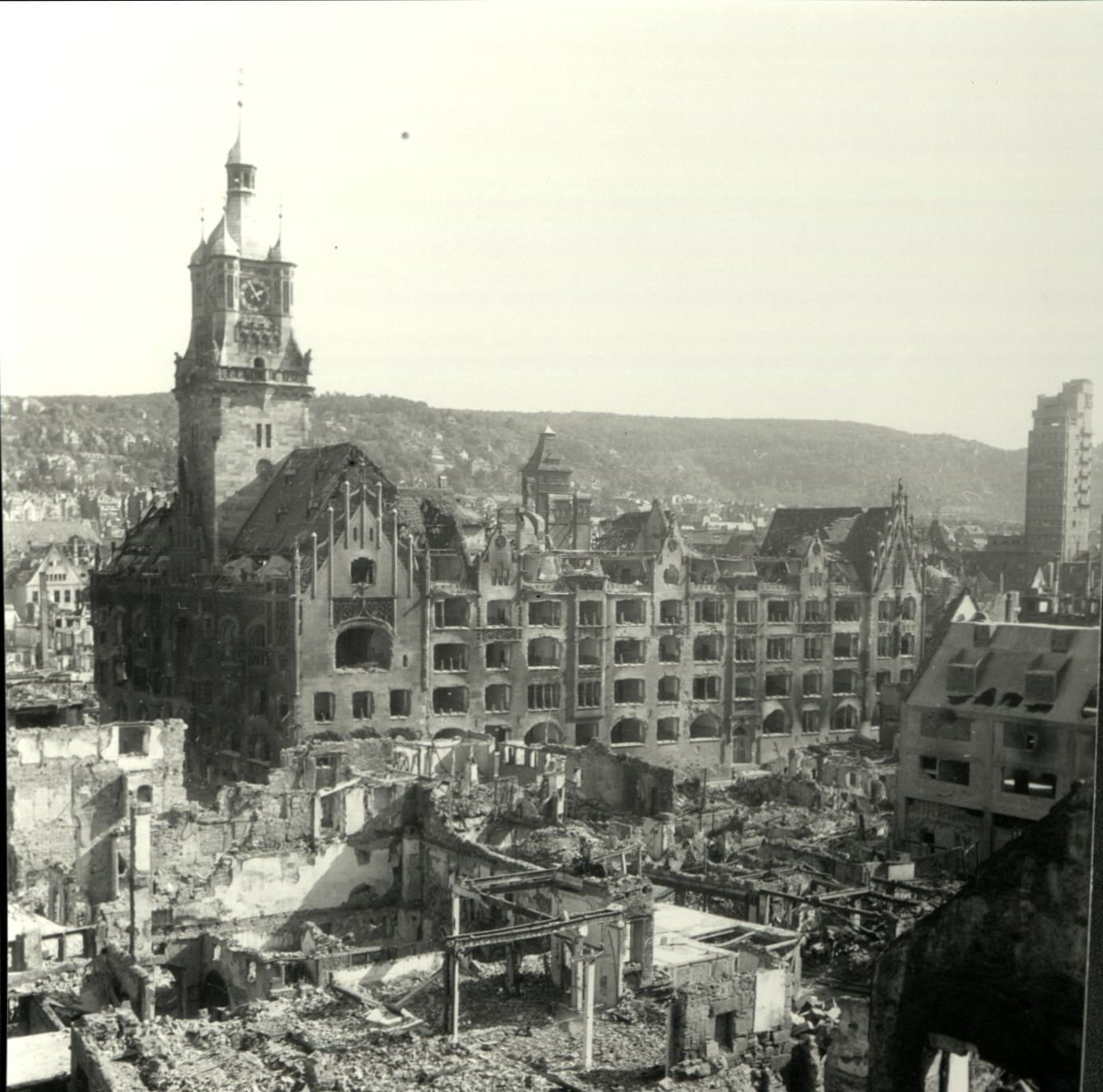
Das zerstörte Rathaus während des Zweiten Weltkriegs (1944)
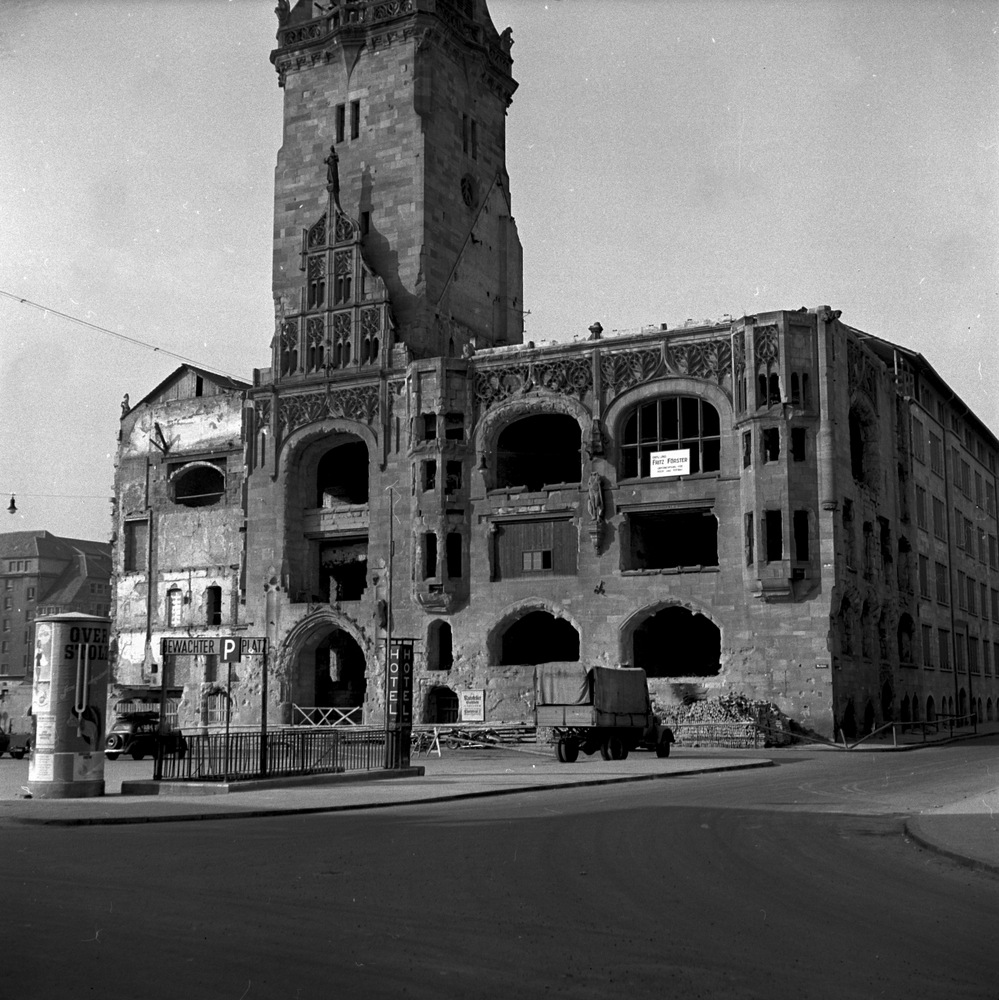
Das Neue Rathaus nach den Zerstörungen im Zweiten Weltkrieg (1952)
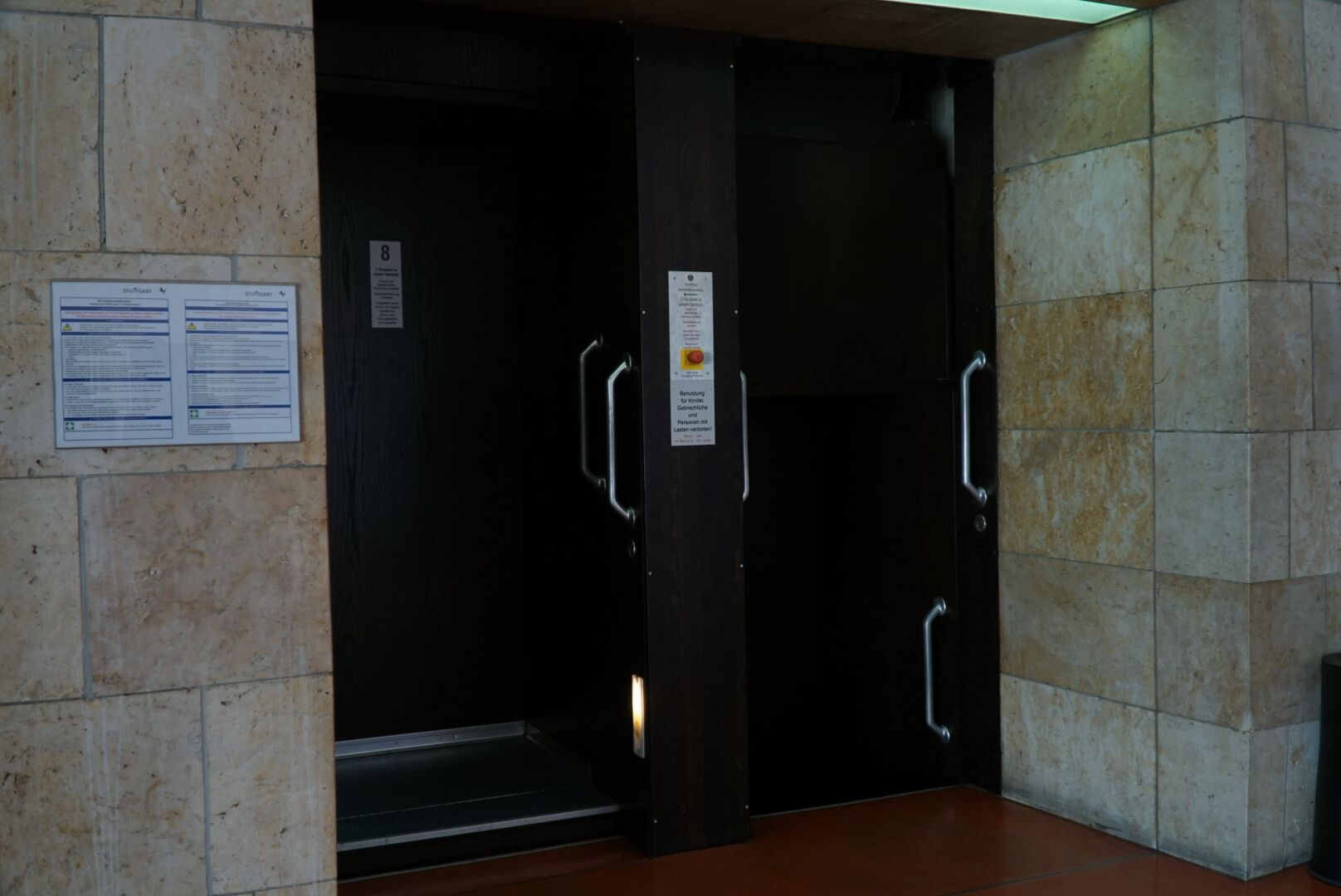
Der Paternosteraufzug (2019)